# 奥原宰
奥原 宰（おくはら つかさ、1956年 - ）は、日本の山宿経営者、登山者。上高地西糸屋山荘3代目社長、元上高地観光旅館組合長

## 人物・経歴

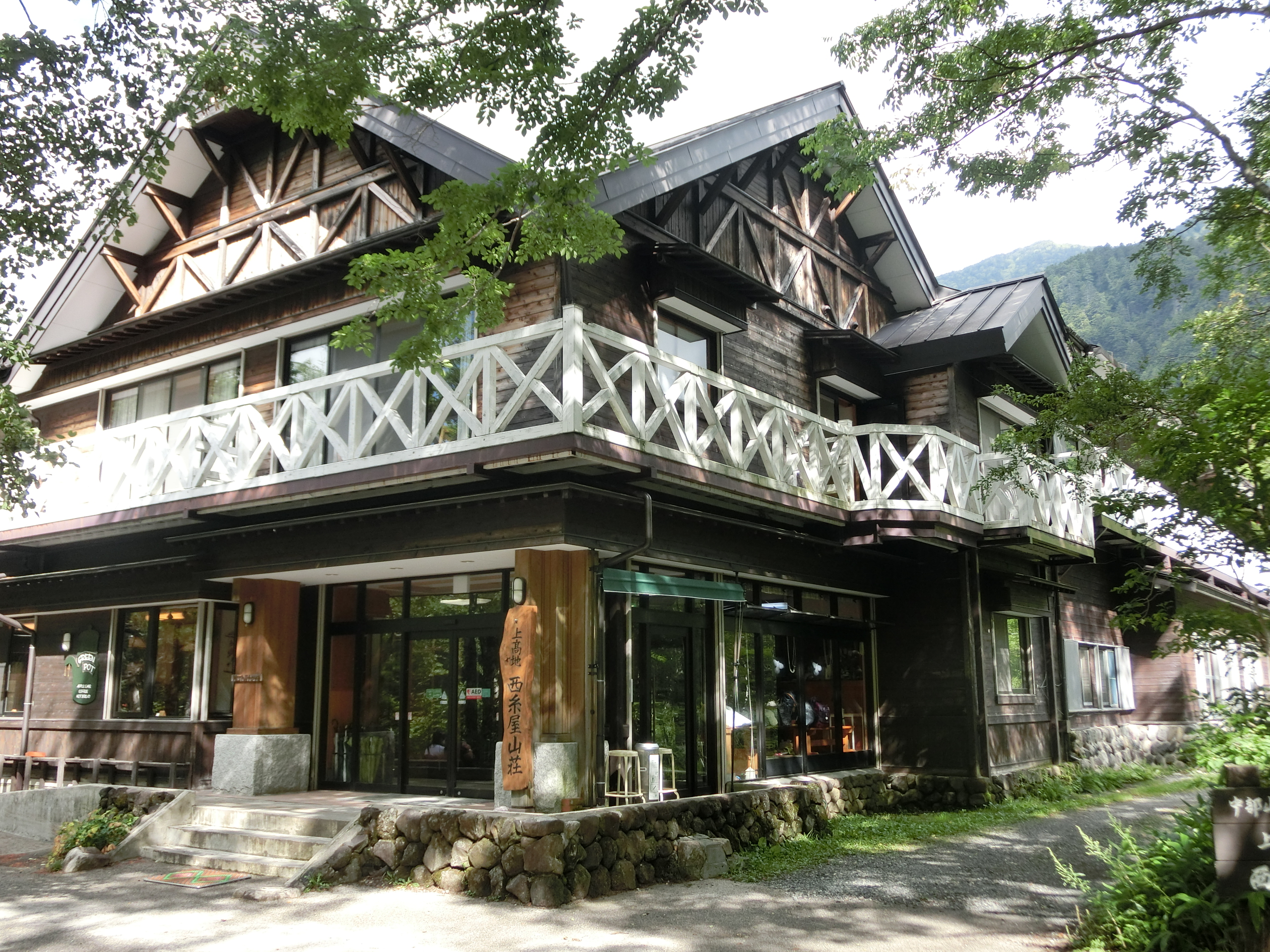
上高地・西糸屋山荘

1956年生まれ。上高地で西糸屋山荘を営む家に生まれ、幼い時より長い時間を上高地で過ごす。
上高地・西糸屋山荘は、1923年（大正12年）祖父・奥原英男が上高地に借地し、登山客やキャンパー向けの売店を設営したことに始まり、2023年で創業100年を迎える老舗の山荘である。上高地・河童橋エリアに所在する。
1928年（昭和3年）、売店に隣接して2階建ての宿舎を増設し、名称を「山宿、西糸屋」に変更。1962年（昭和37年）には、本館を新築し、名称が現在の「上高地西糸屋山荘」となった。
奥原宰は、立教大学を卒業。高校と大学では山岳部に所属し、世界中の山を歩いた。
山荘の経営者を務める傍ら、1998年に、立教大学ガッシャーブルムII峰遠征に未踏の中国側より偵察隊長として参加し、6000m付近まで登った。
2015年からは上高地観光旅館組合長を務める。
四季折々の美しい上高地を知り尽くしていることに加え、上高地ネイチャーガイドなどの資格も持ち、上高地の自然ガイドやこれから登山する者にこれまでの経験を活かしたアドバイスを行っている。
西糸屋山荘のある河童橋エリアから20分ほど歩いた場所には、立教大学を創設した聖公会で宣教師を務め、日本の山々や上高地を世界に紹介した「日本近代登山の父」と称されるウォルター・ウェストンを記念するレリーフが設けられている。レリーフ前では、毎年6月に「ウェストン祭」が開かれ、上高地の初夏に華を添えている。